# 酒井智宏
酒井 智宏（さかい ともひろ、1974年 - ）は、日本の言語学者。早稲田大学文学学術院教授。学位は、博士（学術）、Docteur en Sciences du Langage。

## 略歴
- 1997年3月 慶應義塾大学文学部文学科英米文学専攻 卒業
- 1999年3月 東京大学大学院総合文化研究科言語情報科学専攻修士課程修了、修士（学術）
- 2002年10月 フランス・パリ第8大学言語学専攻DEA課程修了、DEA en Sciences du Langage
- 2003年10月 東京大学大学院総合文化研究科言語情報科学専攻博士課程修了、博士（学術）
- 2004年1月 フランス・パリ第8大学言語学専攻博士課程修了、Docteur en Sciences du Langage
- 2006年4月〜2009年3月 日本学術振興会特別研究員PD
- 2011年4月〜2014年3月 跡見学園女子大学文学部人文学科助教
- 2014年4月〜2019年3月 早稲田大学文学学術院准教授
- 2019年4月 早稲田大学文学学術院教授[3]

## 非常勤歴
- 2003年10月～2006年3月 東京大学大学院総合文化研究科21世紀COE ｢心とことば―進化認知科学的展開｣研究拠点形成特任研究員
- 2005年4月～2007年3月 目白大学人文学部言語文化学科(岩槻キャンパス)非常勤講師
- 2005年8月～2007年3月 明星大学日本文化学部言語文化学科(青梅校)非常勤講師
- 2005年10月～2007年3月 慶應義塾外国語学校非常勤講師
- 2006年4月～2014年3月 慶應義塾大学法学部非常勤講師
- 2009年4月～2009年9月 東京大学大学院人文社会系研究科非常勤講師
- 2009年4月～2013年3月 慶應義塾外国語学校非常勤講師
- 2009年4月～2011年3月 千葉商科大学政策情報学部非常勤講師
- 2009年4月～2011年3月 青山学院大学非常勤講師
- 2009年4月～2011年3月 東京大学大学院総合文化研究科学術研究員
- 2010年4月～2011年3月 東京農工大学非常勤講師
- 2010年9月～現在 東京言語研究所理論言語学講座講師
- 2011年4月～2011年9月 立教大学文学部非常勤講師
- 2011年9月～2012年3月 成蹊大学文学部非常勤講師
- 2013年4月～現在 慶應義塾大学外国語教育研究センター非常勤講師

## エピソード
- 大学2年次（1994年9月）よりフランス語を独学で学び[4]、2001年9月フランス政府給費留学生としてパリ第8大学に留学。
- 2003年10月23日にフランス語統語論に関する博士論文で東京大学より博士（学術）の学位を取得し、その3ヶ月後の2004年1月26日に意味論に関する博士論文でパリ第8大学より言語学博士号(Docteur en Sciences du Langage)を取得。[5]
- 当初は認知言語学（特にジル・フォコニエのメンタル・スペース理論）に基づく研究を行っていたが、2008年ごろより徐々に哲学的アプローチにシフトしていった。
- 日本フランス語学会2010年度シンポジウム「フランス語学と意味の他者」（企画・司会: 酒井智宏、2010年5月29日、早稲田大学）がきっかけとなって、言語学者の西村義樹と哲学者の野矢茂樹の共著『言語学の教室—哲学者と学ぶ認知言語学—』（中公新書、2013年）の企画が成立した[6]。
- 2010年度より東京言語研究所理論言語学講座にて「言語哲学」を講じる。
- もともと主に語学教員（フランス語、のち英語も）としてキャリアをスタートしたが、早稲田大学文学学術院では語学科目は担当せず、認知言語学、生成文法、形式意味論、語用論、言語的相対論など、複数の領域・学派にわたる講義・専門演習・ゼミを担当している。[7]
- ニコニコ生放送の番組「くろしおトークライブ」第7回（2014年10月15日）に出演し、言語学者の畠山雄二と対談した[8]。

## 著作

### 単著
- 『トートロジーの意味を構築する-「意味」のない日常言語の意味論-』くろしお出版、初版第一刷2012年、初版第二刷2016年 エラー: 日付が正しく記入されていません。。ISBN 978-4874245651。

### 共著
- 髭 郁彦・川島 浩一郎・渡邊 淳也編著 編『フランス語学小事典』駿河台出版社、2011年。ISBN 978-4-411-02126-7。